# Godzina „W”

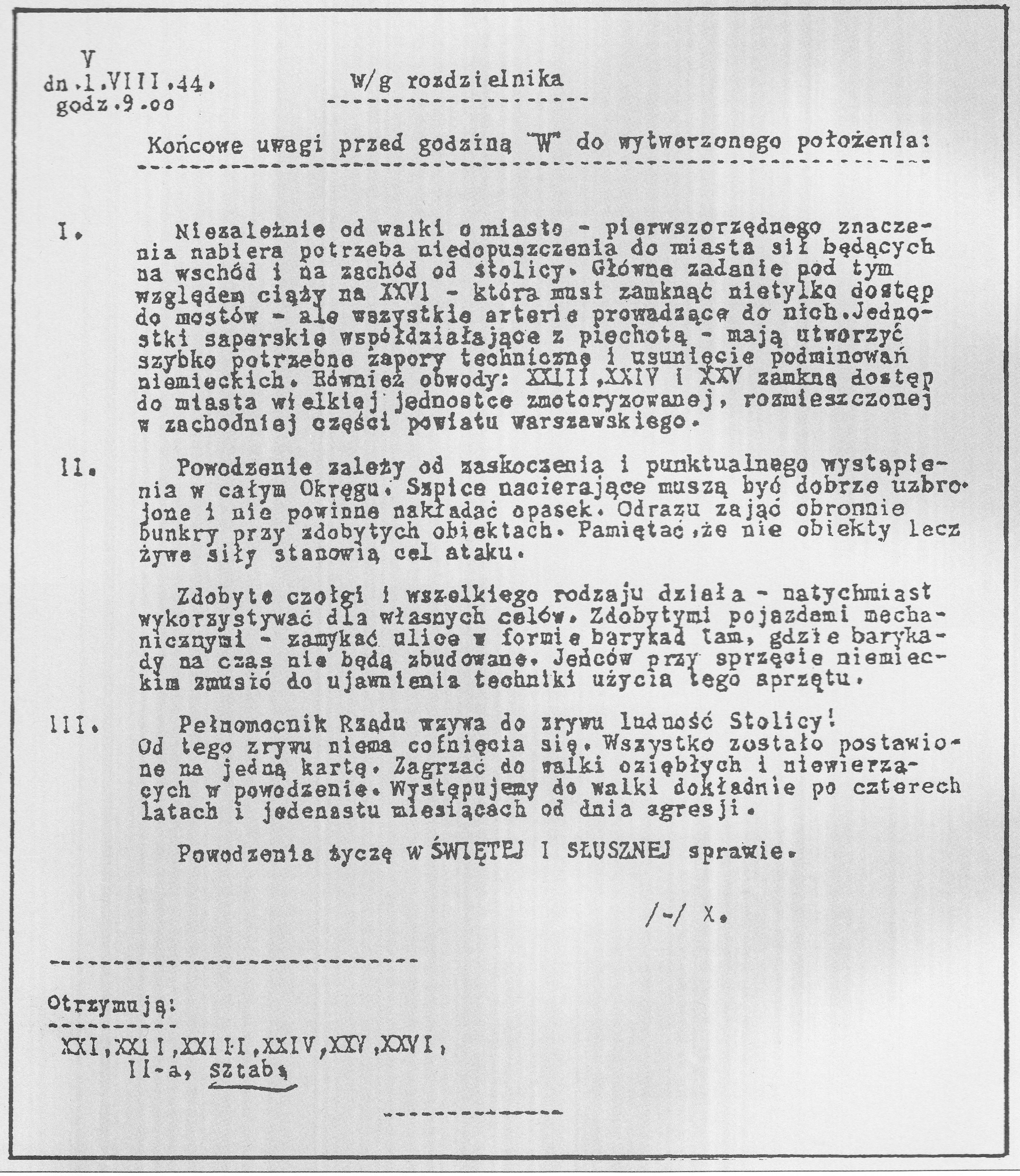
Końcowe uwagi przed godziną „W” do wytworzonego planu, podpisane przez Antoniego Chruściela „Montera” 1 sierpnia 1944 o godz. 9.00

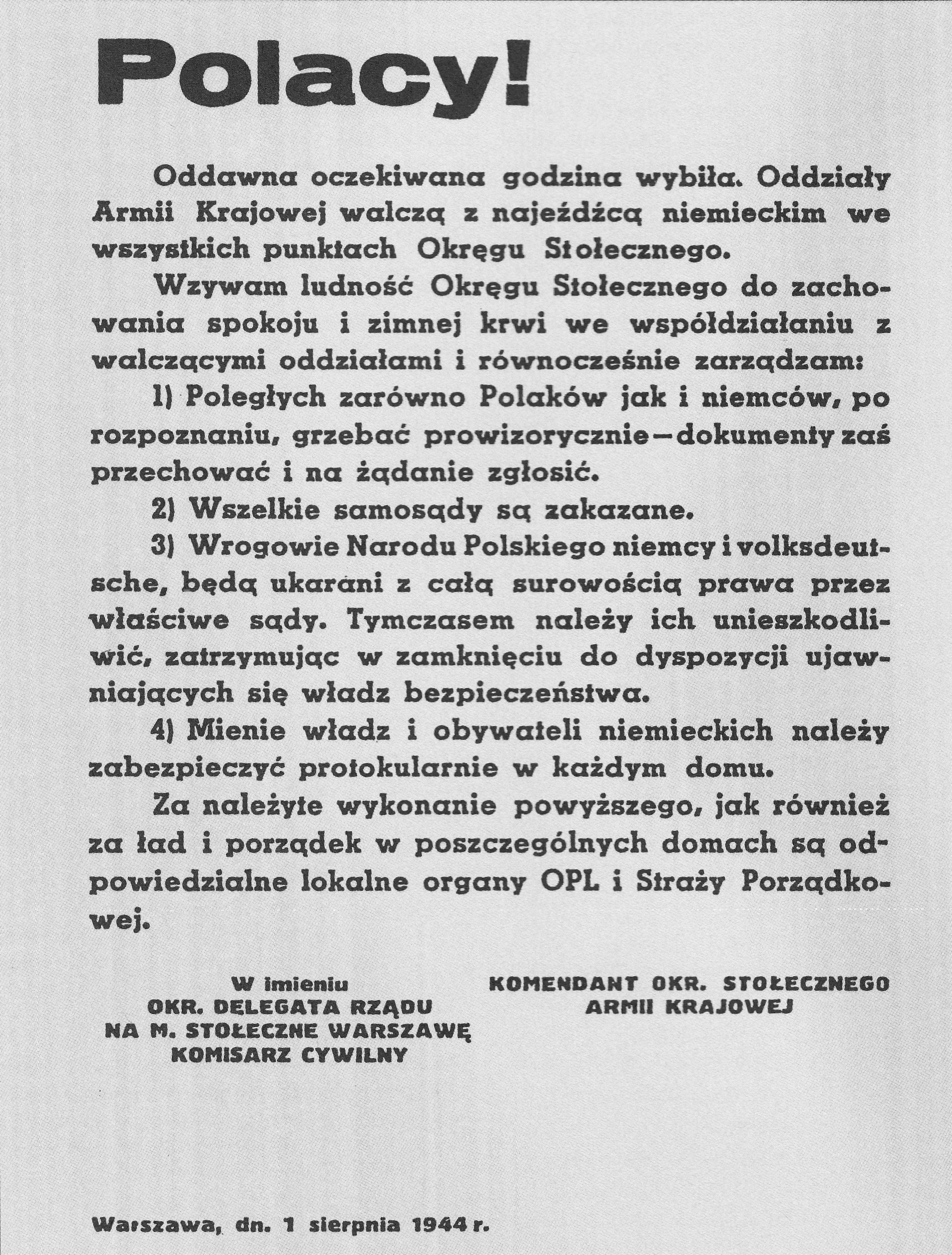
Odezwa władz powstańczych rozplakatowana na ulicach miasta 1 sierpnia 1944

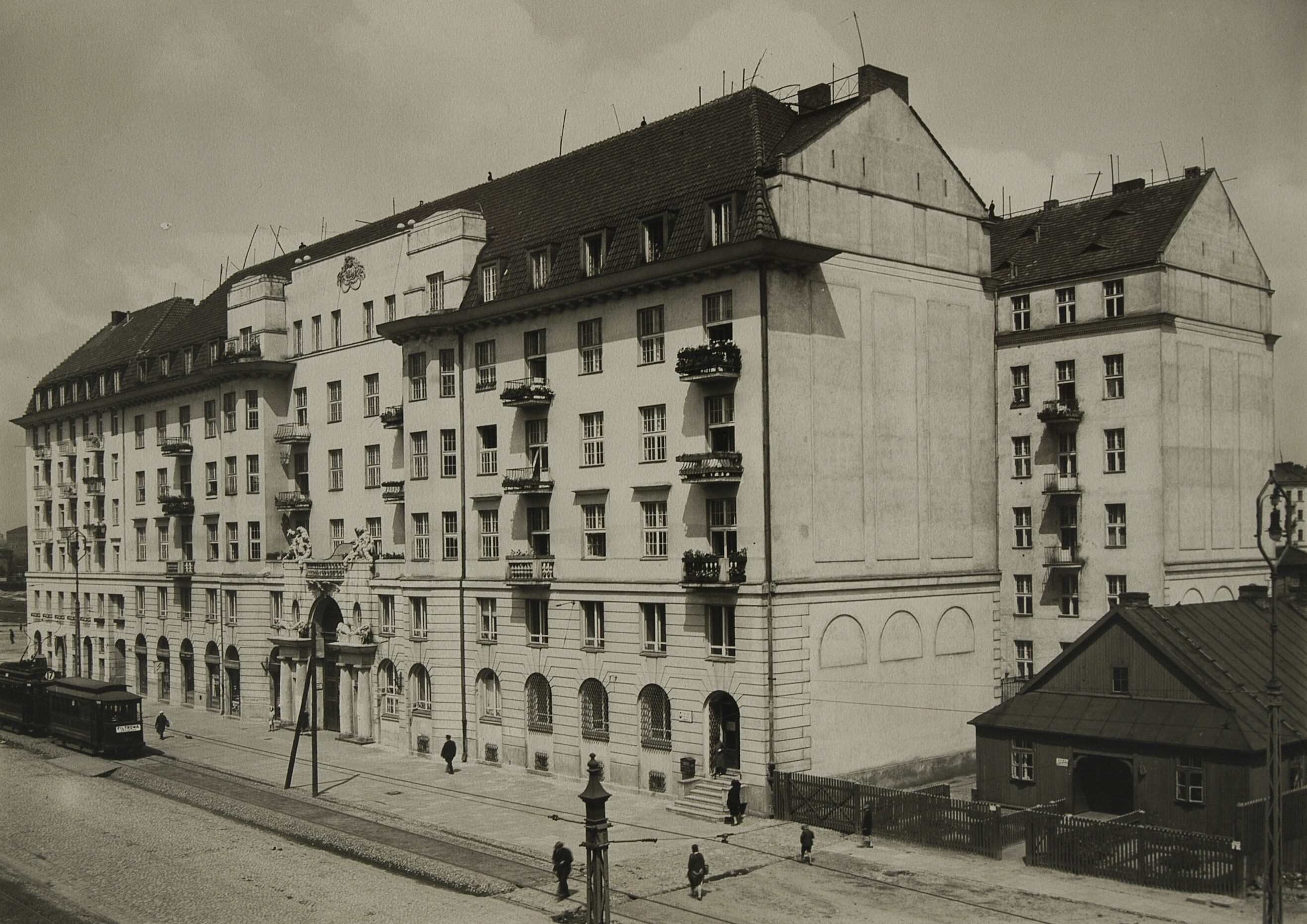
Dom dochodowy PKO przy ul. Filtrowej 68, w którym Antoni Chruściel podpisał rozkaz wyznaczający godzinę „W” na godz. 17.00 w dniu 1 sierpnia 1944

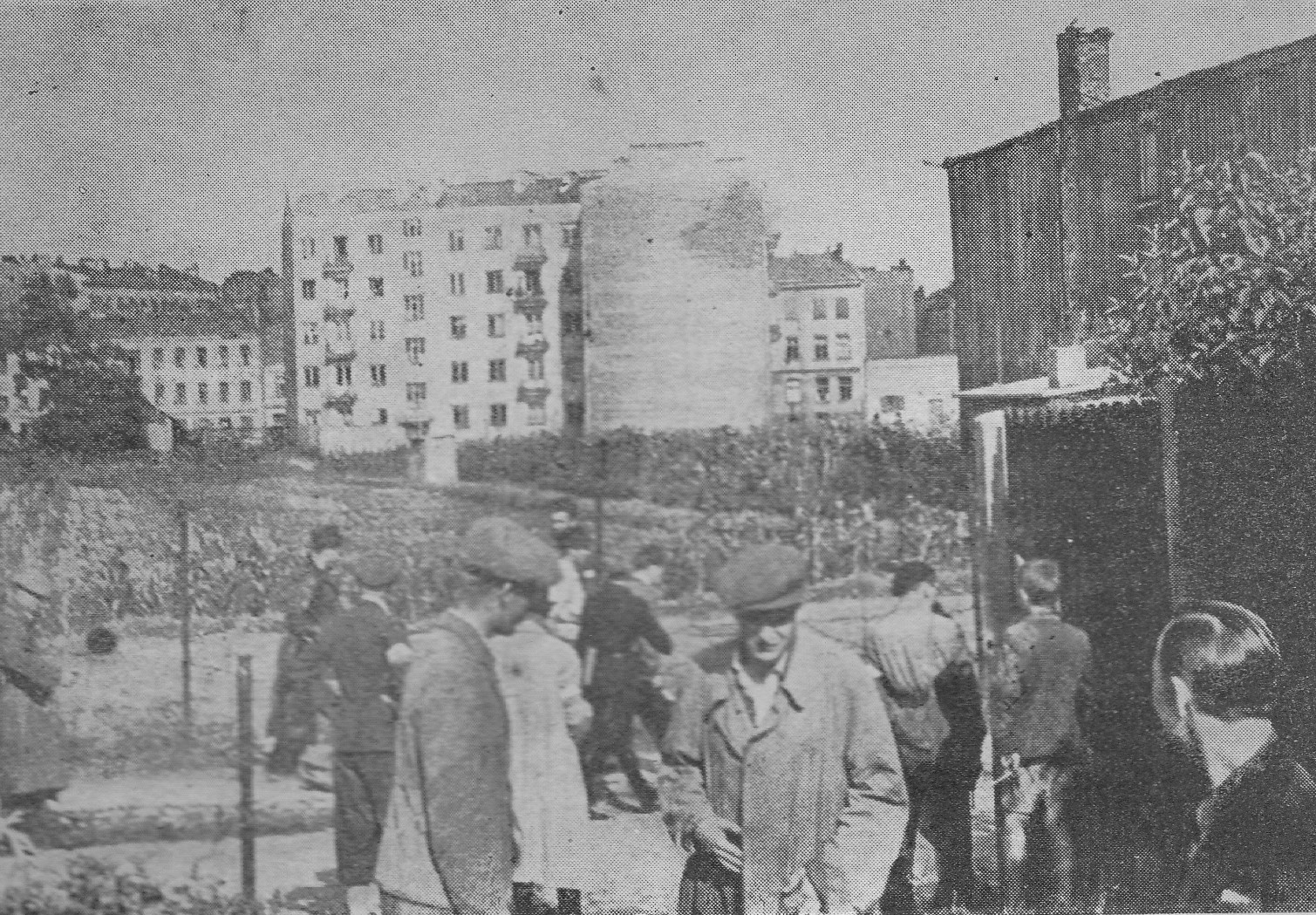
Zbiórka powstańców przed godziną „W“ na Woli

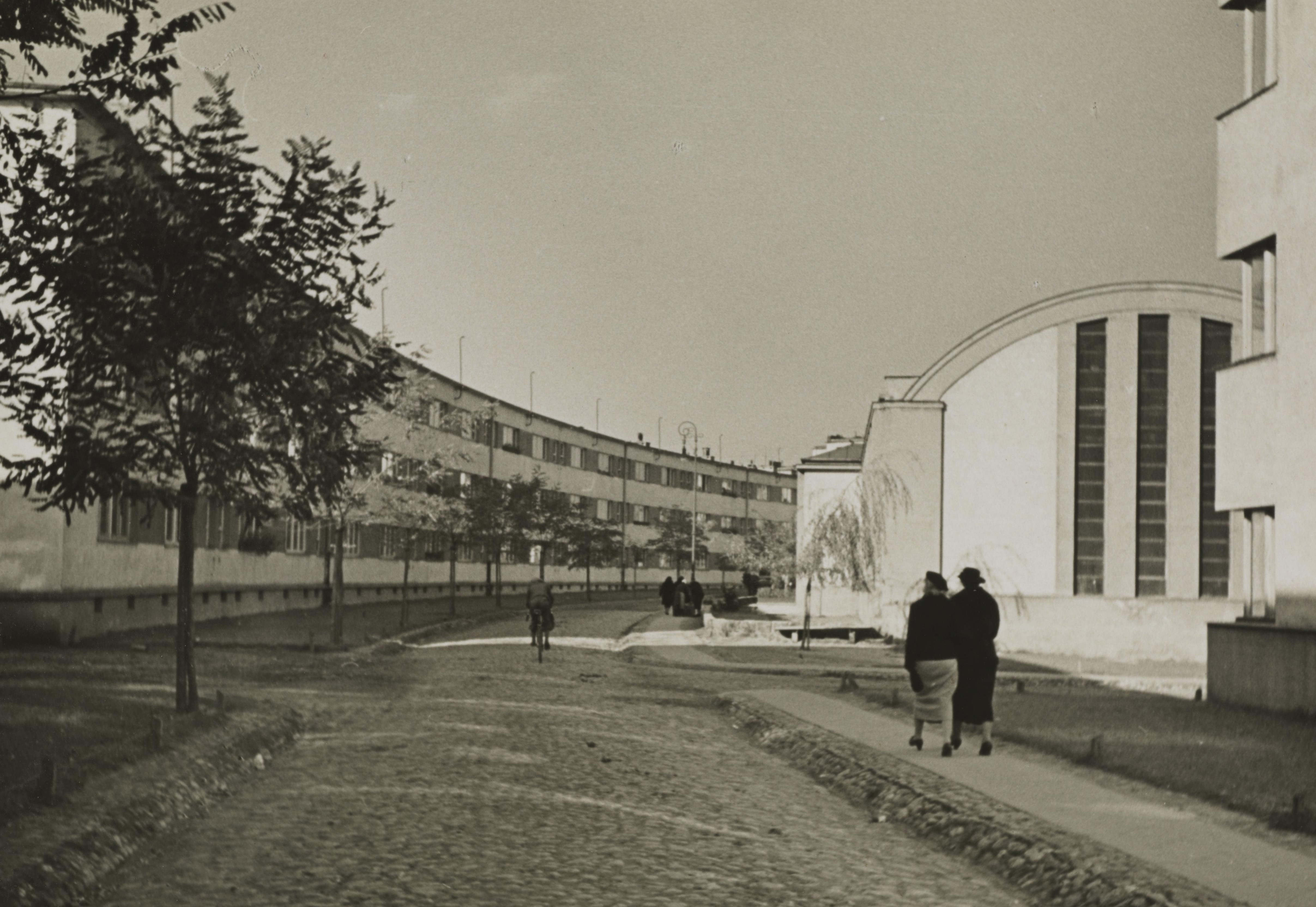
Ulica Suzina na Żoliborzu, jedno z miejsc pierwszych walk 1 sierpnia 1944

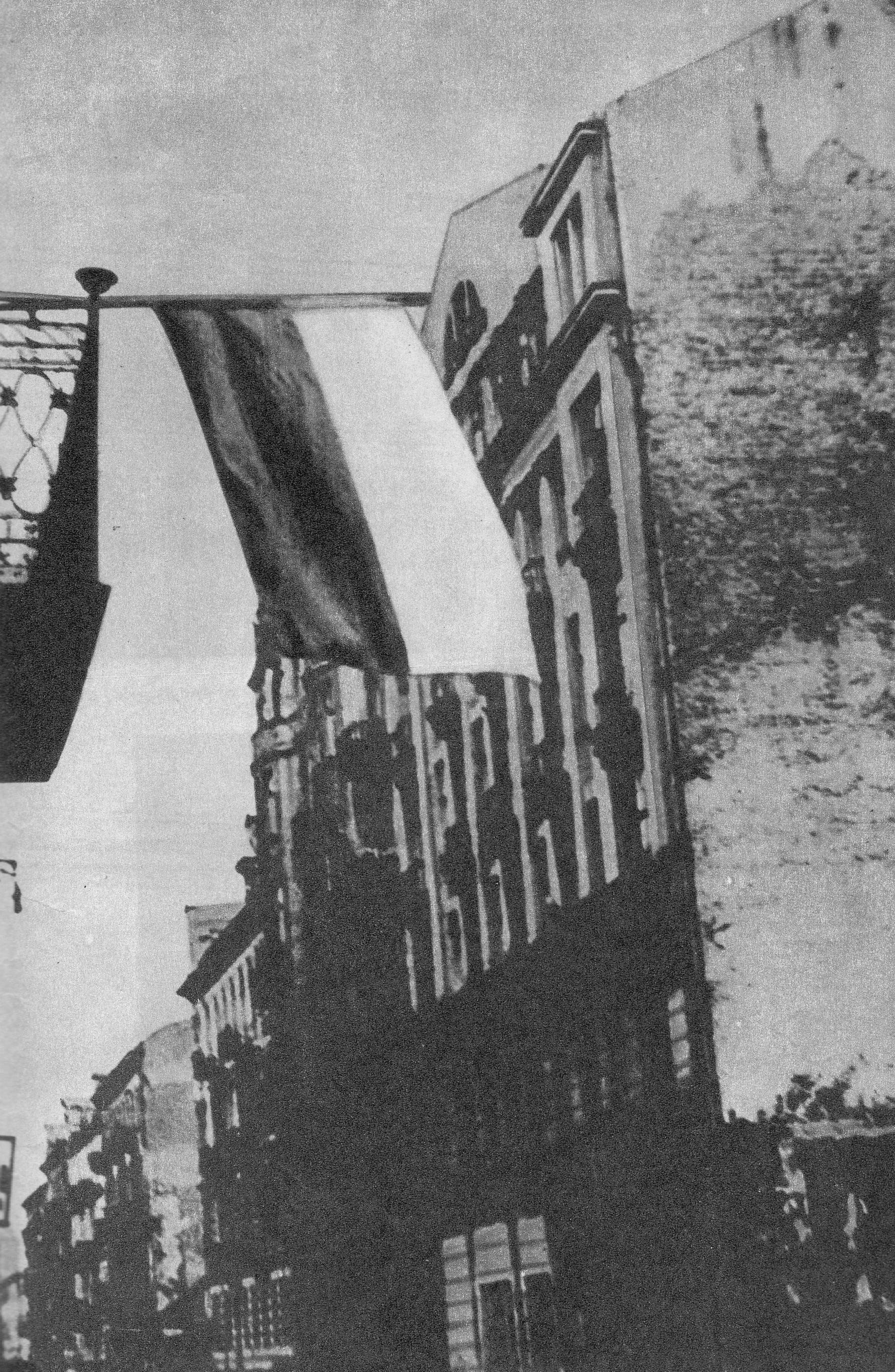
Polska flaga wywieszona przez mieszkańców po wybuchu powstania 1 sierpnia 1944

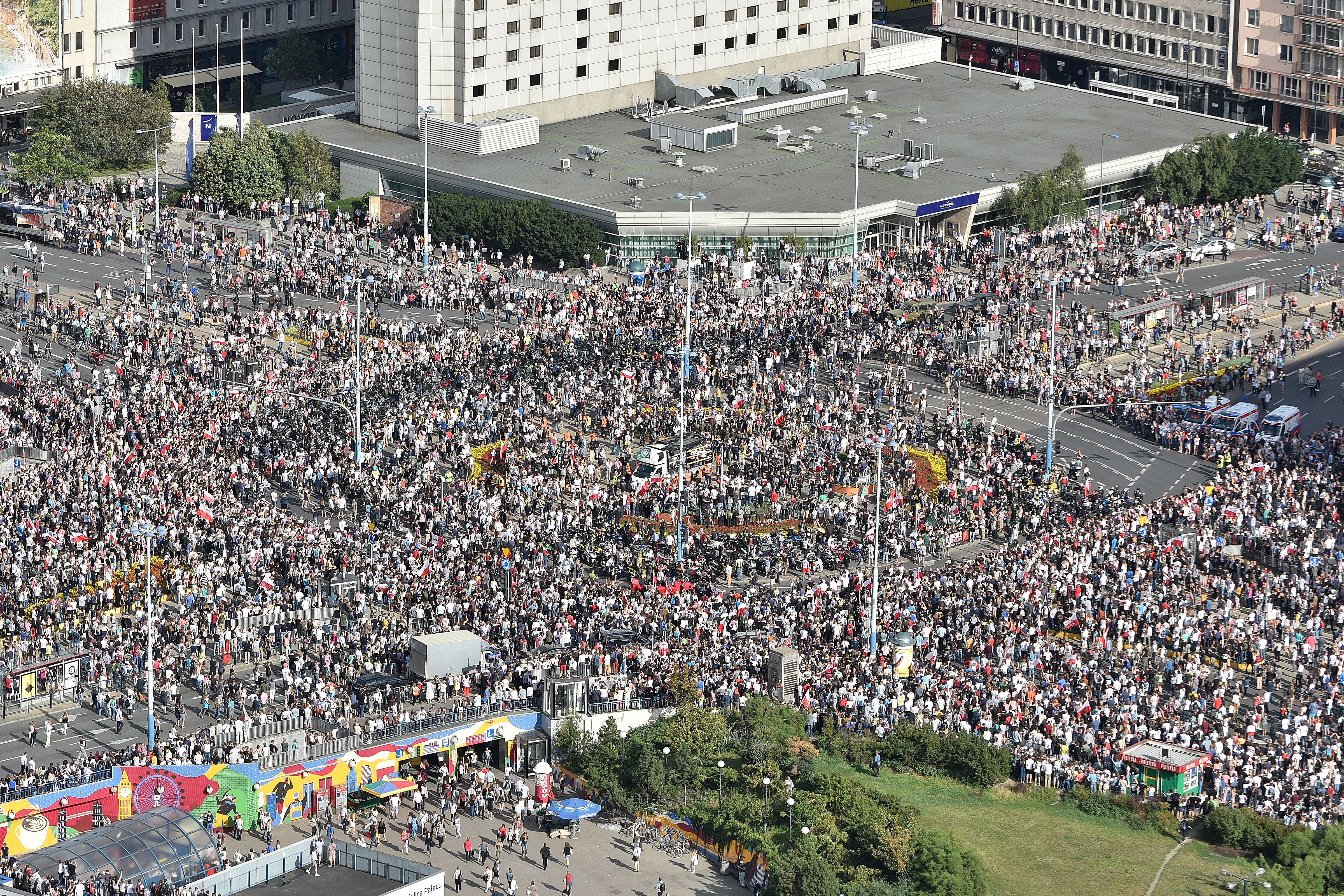
Upamiętnienie godziny „W” na rondzie Romana Dmowskiego (2016)

Godzina „W” – kryptonim dnia i godziny rozpoczęcia w Warszawie akcji „Burza” (powstania warszawskiego), tj. godz. 17:00 we wtorek 1 sierpnia 1944.

## Geneza
31 lipca 1944, podczas popołudniowej odprawy Komendy Głównej Armii Krajowej (KG AK) przeprowadzonej w lokalu przy ul. Pańskiej 67, po przekazaniu przez komendanta okręgu warszawskiego Antoniego Chruściela ps. „Monter” nieprawdziwej informacji o przełamaniu przez wojska radzieckie niemieckiej obrony na przedpolu Pragi, Tadeusz Komorowski ps. „Bór” wydał mu ok. godz. 17.45 ustny rozkaz o rozpoczęciu akcji „Burza” w Warszawie 1 sierpnia 1944 o godz. 17.00. Rozkaz został wydany na wniosek „Montera” w obecności i za zgodą wezwanego pilnie na odprawę Delegata Rządu na Kraj Jana Stanisława Jankowskiego po naradzie z Zastępcą Dowódcy Tadeuszem Pełczyńskim ps. „Grzegorz” i Szefem Sztabu Leopoldem Okulickim ps. „Kobra”. Obecna była także Janina Karasiówna.
Odprawa odbyła się w niepełnym składzie. Nie uczestniczyli w niej: szef wywiadu KG AK Kazimierz Iranek-Osmecki ps. „Heller”, szef Oddziału Operacyjnego Józef Szostak ps. „Filip” i szef Oddziału Łączności Kazimierz Pluta-Czachowski ps. „Kuczaba”. Przybyli oni na ul. Pańską ok. godz. 18.00 gdy znajdował się tam tylko „Bór”, aby zawiadomić resztę sztabu o podjętej decyzji. Dowódca AK został poinformowany o rozpoczynającym się niemieckim przeciwnatarciu na praskim odcinku frontu, jednak nie zdecydował się na odwołanie rozkazu.
Po powrocie do kwatery swego sztabu znajdującej się w domu dochodowym Pocztowej Kasy Oszczędności przy ul. Filtrowej 68, „Monter” wydał rozkaz następującej treści:

Alarm do rąk własnych Komendantom Obwodów. Dnia 31.7. godz. 19. Nakazuję W dnia 1.8. godzina 17.00. Adres m. p. Okręgu: Jasna 22 m. 20 czynny od godziny W. Otrzymanie rozkazu natychmiast kwitować. (-) „X” 

W pierwotnych planach KG AK moment wybuchu powstania przewidywano na wczesne godziny ranne. 29 lipca 1944 na wniosek „Montera” postanowiono jednak, że powstanie rozpocznie się o godz. 17.00, natomiast decyzję o dacie dziennej wystarczy podjąć w dzień poprzedzający rozpoczęcie walki. Wybór godziny wynikał ze wzmożonego ruchu ulicznego (powroty mieszkańców z pracy do domów). To miało ułatwić wtopienie się w tłum żołnierzom zmierzającym do punktów koncentracji swoich oddziałów, jak również transport broni i amunicji. Ponadto powstańcy po 17.00 dysponowaliby jeszcze kilkoma godzinami ze światłem dziennym, co pomogłoby w opanowaniu wyznaczonych obiektów.

## 1 sierpnia
Ponieważ rozkaz określający dzień i godzinę rozpoczęcia walki został wydany przez „Montera” ok. godz. 19.00 – na krótko przed rozpoczynająca się o 20.00 godziną policyjną – stąd też zaczął być przekazywany 1 sierpnia od godz. 7.00. Dowódcy obwodów otrzymali go pomiędzy 7.00 a 9.00, zgrupowań pomiędzy 9.00 a 13.30. Po południu liczba łączniczek i gońców roznoszących rozkazy mobilizacyjne przekroczyła 6000. W chwili rozpoczęcia walk na ulicach miasta wciąż znajdowały się tłumy mężczyzn zmierzających na miejsce koncentracji.
Rozkaz rozpoczęcia powstania 1 sierpnia zaskoczył większość dowódców. Oprócz niewystarczającej ilości broni, wystąpił także problem braku czasu na wydobycie jej ze skrytek oraz zebranie żołnierzy, którzy często byli rozproszeni po całej Warszawie. W godzinę „W”, tj. o godz. 17.00, mobilizacja oddziałów powstańczych osiągnęła w skali okręgu ok. 50%, a w skali miasta 60% ich stanów osobowych. W Śródmieściu, gdzie stawiennictwo było stosunkowo najwyższe, do oddziałów dotarło nieco ponad 60% żołnierzy. W dzielnicach peryferyjnych (m.in. na Woli i Pradze) stawiło się zaledwie ok. 40% żołnierzy. W rezultacie 1 sierpnia do walki stanęło zaledwie od 1500 do 3500 uzbrojonych żołnierzy AK (nie licząc kilkunastu tysięcy nieuzbrojonych powstańców, stanowiących siłą rzeczy rezerwę kadrową). Było to znacznie mniej niż podczas mobilizacji zarządzonej na 27 lipca, kiedy to na koncentrację zgłosiło się prawie 80% żołnierzy. Najlepiej wypadła mobilizacja w Śródmieściu, ponieważ w tym obwodzie najwcześniej rozniesiono rozkazy; jednocześnie tamtejsze oddziały były najgorzej uzbrojone.
Nie wszystkim oddziałom udało się utrzymać przygotowania w tajemnicy do godz. 17.00. Pierwsze strzały zostały oddane ok. godz. 13.50 przy ul. Krasińskiego na Żoliborzu do patrolu lotników niemieckich przez żołnierzy drużyny Zdzisława Sierpińskiego transportujących broń dla obwodowego oddziału zgrupowania „Żniwiarz”. Niemcy szybko ściągnęli na miejsce potyczki czołg oraz kilka samochodów z karabinami maszynowymi. Przeczesując okoliczny teren ok. 15.30 zaskoczyli na ul. Suzina grupę powstańców z IV Batalionu OW PPS im. Jarosława Dąbrowskiego i Socjalistycznej Organizacji Bojowej (SOB) pobierających broń w kotłowni WSM. W czasie walki poległ m.in. dowódca SOB Włodzimierz Kaczanowski. Starcia spowodowały obsadzenie przez Niemców skrzyżowań najważniejszych ulic na Żoliborzu, wiaduktu przy Dworcu Gdańskim oraz zaalarmowały jednostki stacjonujące w Cytadeli i na lotnisku bielańskim.
Godzina „W” nie została dotrzymana o co najmniej pół godziny jeszcze w 8 innych punktach miasta, m.in. ok. godz. 16.00 przy skrzyżowaniu ulic Ząbkowskiej i Markowskiej doszło do potyczki oddziału powstańców z patrolem Schutzpolizei.
Sztab Okręgu Warszawskiego AK z Antonim Chruścielem ps. „Monter” o godz. 15.00 znajdował się przy ul. Jasnej 20, aby o godz. 17.00 przejść do zdobytego budynku Hotelu Victoria (nr 26). Komenda Główna wraz z Tadeuszem Komorowskim ps. „Bór” ulokowała się w budynku fabryki mebli Kamlera przy ul. Dzielnej 72.
Napływające meldunki skłoniły dowódcę wojskowego Warszawy gen. Reinera Stahela do ogłoszenia ok. godz. 16.30 alarmu dla garnizonu warszawskiego. Niemcom nie udało się już jednak zapobiec wybuchowi powstania.

## Upamiętnienie
- W lipcu 2004 nazwę aleja Godziny „W” nadano schodom prowadzącym na Kopiec Powstania Warszawskiego[26].
- Tablica pamiątkowa na fasadzie domu dochodowego Pocztowej Kasy Oszczędności przy ul. Filtrowej 68, w którym Antoni Chruściel ps. „Monter” podpisał rozkaz rozpoczęcia powstania warszawskiego[27].
- Co roku w Warszawie 1 sierpnia o godz. 17.00 włączane są syreny. Autobusy, tramwaje, wiele aut i przechodniów zatrzymuje się, a pod pomnikiem Gloria Victis na cmentarzu Wojskowym na Powązkach rozpoczynają się uroczystości rocznicowe[28].

## Współczesne użycie
Po 1944 termin godzina „W” zaczął być stosowany w literaturze dla określenia nieuchronnych, ważnych wydarzeń.